# Крик у гуртожитку
«Крик у гуртожитку» (англ. Sorority Row) — американський молодіжний фільм-слешер 2009 року режисера Стюарта Гендлера, знятий за мотивами роману «7 сестер». Сюжет цього фільму нагадує слешер 1997 року «Я знаю, що ви зробили минулого літа». Тут також як і там, приховують вбивство дівчини (у тому фільмі чоловіки), маніяк у мантії випускника переслідує підлітків, посилає їм повідомлення і фотографії.

## Ролі

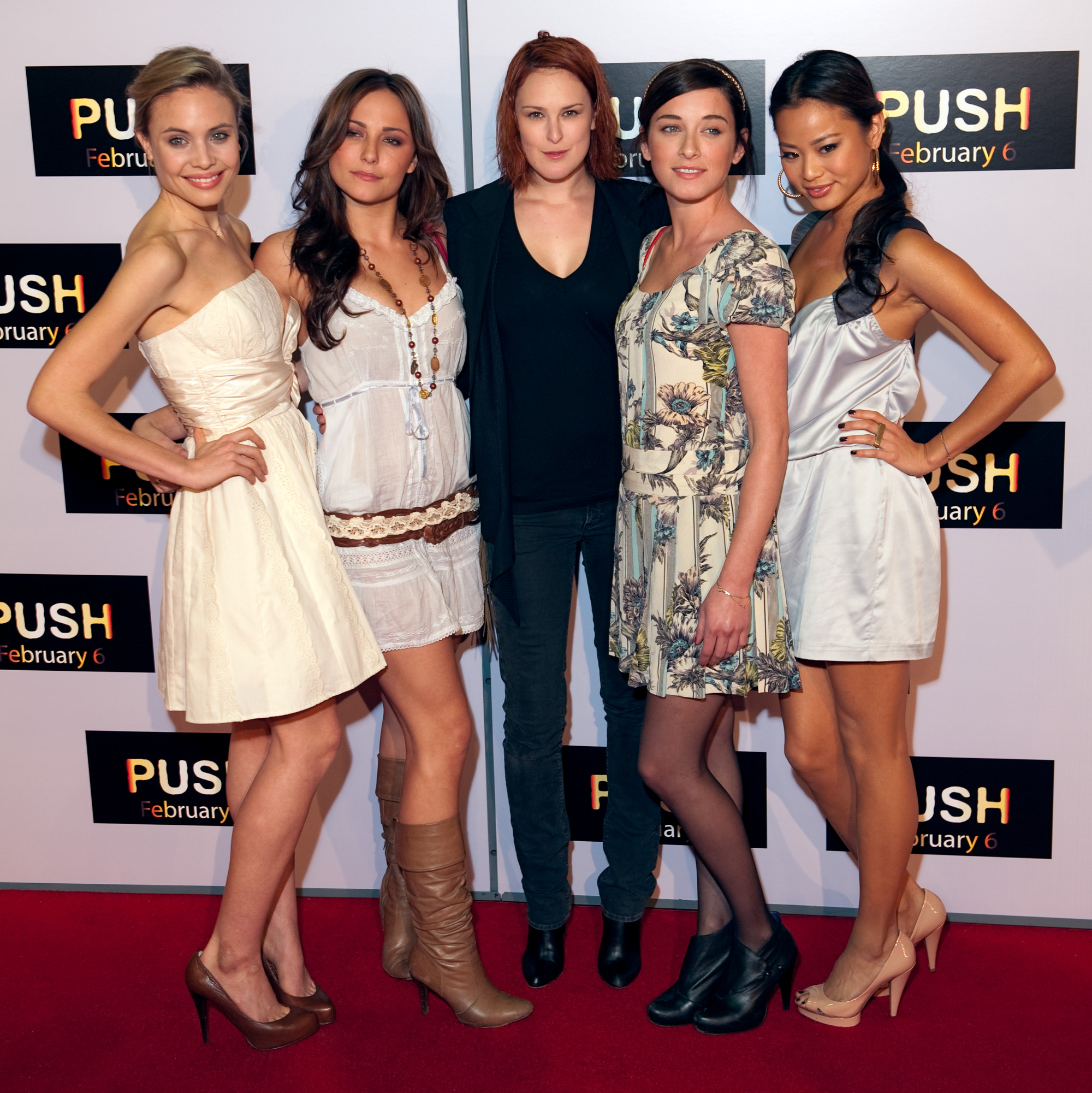
П'ять головних акторок під час попереднього перегляду фільму «П'ятий вимір» у січні 2009 року.

| Актор           | Роль                   |
| --------------- | ---------------------- |
| Брайана Евіган  | Кессіді Таппан         |
| Леа Пайпс       | Джессіка Пірсон        |
| Румер Уїлліс    | Еллі Морріс            |
| Джемі Чон       | Клер Уен               |
| Марго Харшман   | Чарлін «Чагс» Бредлі   |
| Одріна Петрідж  | Меган Блейр            |
| Джуліан Морріс  | Енді Річардс           |
| Керрі Фішер     | міс Креншоу            |
| Метт Лантер     | Кайл Тайсон            |
| Меттью О'Лірі   | Гаррет Бредлі          |
| Керолайн Д'Амор | Меггі Блейр            |
| Макс Хенард     | Міккі Дональдсон       |
| Ніколь Мур      | Джоанна дівчина в душі |
| Кен Болден      | доктор Розенберг       |
| Рик Епплгейт    | сенатор Тайсон         |

## Виробництво
Слогани фільму:
- «Подруги по життю… і смерті».
- «У Тетапі нас чекає успіх, і життя і смерть одні на всіх!»

### Зйомки
Перший фільм жахів Джеймі Чунга. Другий — «7500» (2014).
Фільм увійшов до стадії підготовчого періоду у січні 2008 року. Зйомки стартували 16 жовтня 2008 року в районі Піттсбурга. Попри те, що ключові події розвивалися у місті Енітаун, США, продюсери цього фільму хотіли скористатися державними податковими пільгами штату Пенсильванія (як це було під час рімейку «Мій кривавий Валентин» 2009 року) і потенціалом місцевих знімальних груп.
Фільм здебільшого знімали вночі в Манголлі, в одному кварталі від Гоумстедської бібліотеки Карнеґі, де спеціально прикрасили близько 10 будинків, схожих на студентські гуртожитки. Випускна сцена в школі «Університет Росмана» — це вигадана школа східного узбережжя, що названа на честь режисера х/ф Будинок на Сороріті Роу. Вона знята біля меморіального залу «Меморіальний зал солдатів і матросів» у районі Окленда в Піттсбурзі.
Інтер'єри жіночого товариства Тета Пі знімалися на майданчиках, побудованих на складі поблизу Крафтона, штат Пенсильванія. Зйомки завершилися 26 березня, фільм офіційно завершений 2 травня 2009 року.
Знімальна група:
- Режисер — Стюарт Хендлер
- Сценарист — Джош Столберг
- Продюсер — Білл Баннерман

### Кастинг
Лея Пайпс спочатку читала роль Еллі. Після прослуховування на Еллі вона проходила прослуховування на роль Джессіки. Після другого прослуховування на роль Джессіки, а також макіяжу нарощування волосся та зміни гардероба, вона все ж таки отримала саме цю роль.

Фото головних акторок.
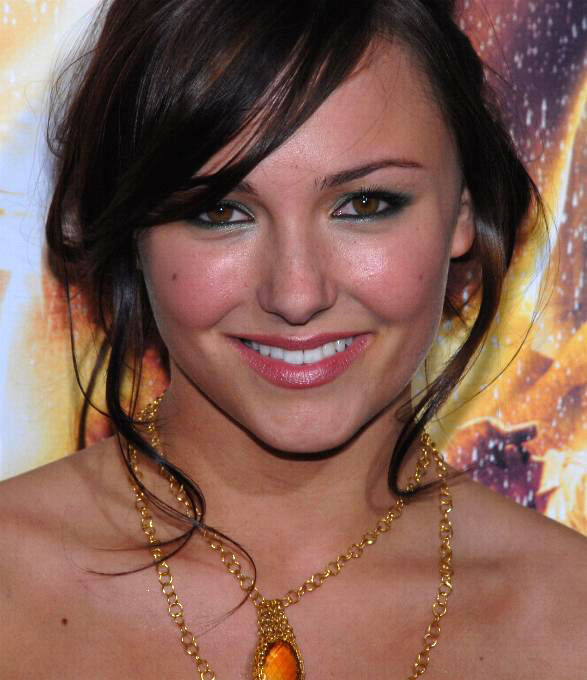
Брайана Евіган грає Кессіді Таппан.
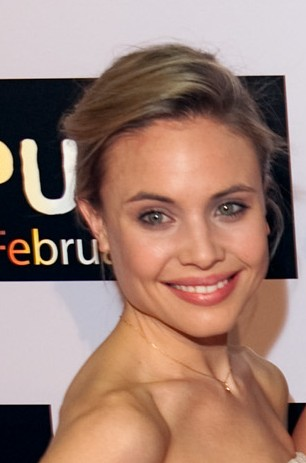
Леа Пайпс грає Джессіку Пірсон Jessica Pierson.
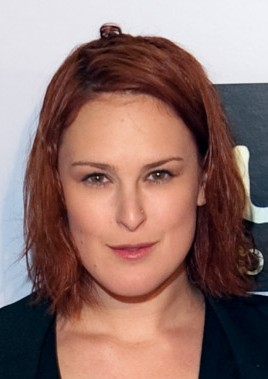
Румер Вілліс грає Еллі Морріс.
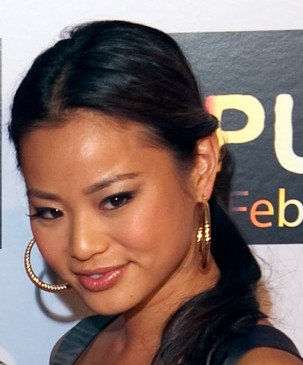
Джеймі Чон грає Клер Вен.
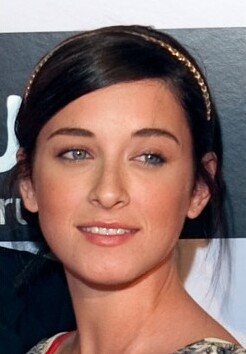
Марго Гаршман грає Чарлін Бредлі.
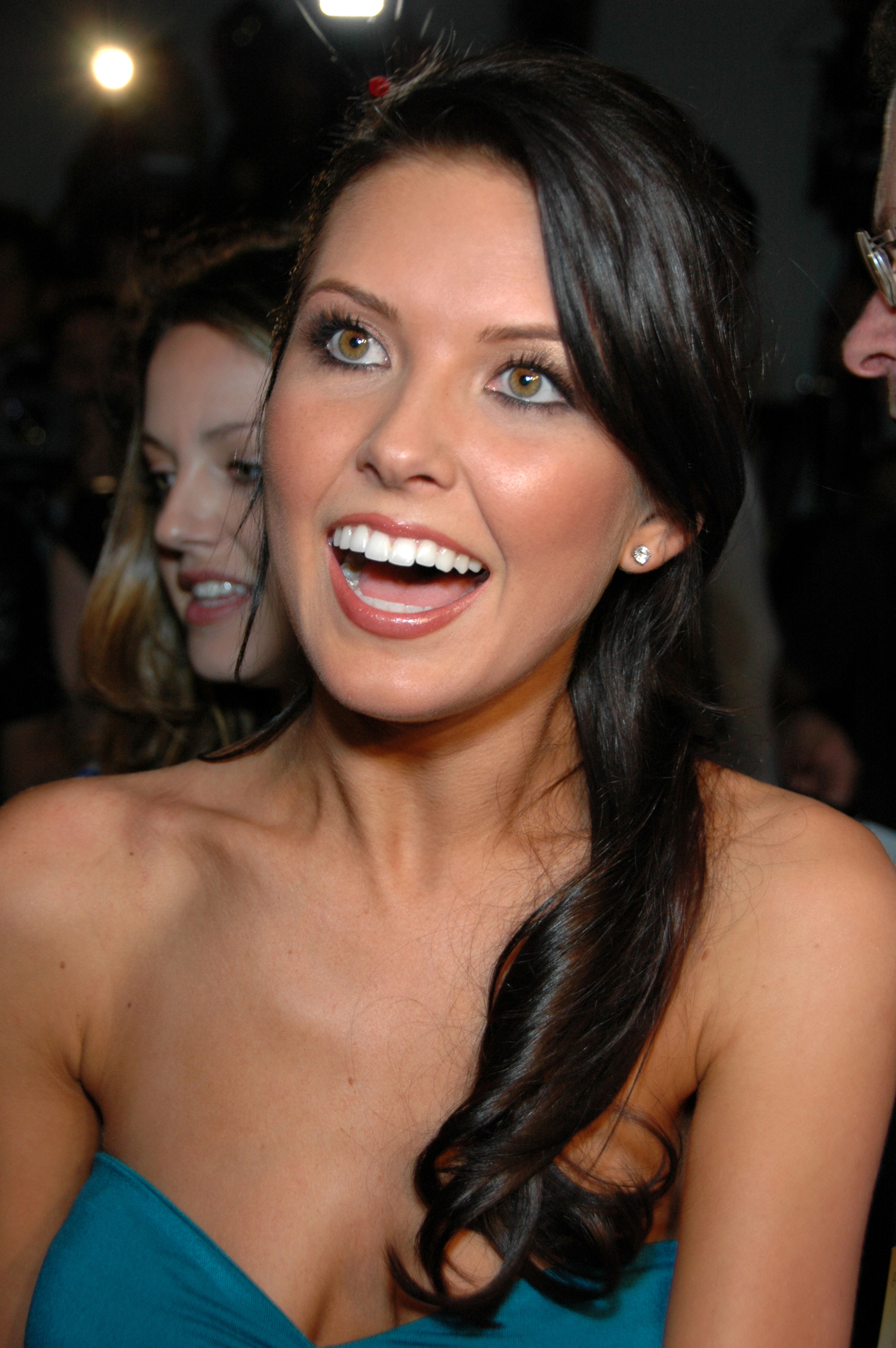
Одріна Петрідж грає Меган Блейр.

### Сценарій
Відповідно до сценарію, прізвище Кессіді — Таппан, а Джессіки — Пірсон.

### Алюзії
Тростина у формі птаха, яку Кессіді хапає за зброю в одній зі сцен, — це повага до класичного слешера 1982 року Будинок на Сороріті Роу.
Хлопець братства, який п'яно оголошує себе «морською свинею», прямо посилається на оригінальний фільм, в якому студент стрибає в басейн і проголошує те ж саме.

## Музика
Кілька музичних треків, які використовуються для фонового режиму під час діалогу, використовуються також у відеоігрі «Sims 3», коли для стереосистеми Sims встановлено значення «Custom».

## Реліз
У кінотеатри фільм потрапив під кодовою назвою «Солідарність». Спочатку фільм мав бути з R-рейтингом, проте після успіху рімейку слешера «Випускний» 2008 року компанія Summit Entertainment планувала знизити планку PG-13. Однак студія передумала і вирішила зберегти фільм, як солідний фільм з рейтингом R.
У серпні 2009 року Британська комісія з класифікації фільмів спочатку класифікувала цей фільм, як «18», це означає, що ніхто у Великій Британії, хто не досяг 18 років, не зможе його переглянути. E1 Films (британський дистриб'ютор) попросив BBFC переглянути рішення, і фільм отримав рейтинг «15».
- Реліз на DVD в США — 24 лютого 2010 року.
- Реліз на DVD в Росії — 1 травня 2010 року.

- Глядачі США — 349,8 тис.
- Глядачі Росія — 110,1 тис.

- Прем'єра (світ) — 9 вересня 2009
- Прем'єра (РФ) — 4 листопада 2009

## Сприйняття

### Касові збори
Фільм став провалом в американському прокаті, зібравши трохи більше 11 мільйонів доларів. Але він показав себе краще за кордоном, зібравши більше 15 мільйонів. Загалом фільм зібрав трохи більше 27 мільйонів доларів.

### Критика
Фільм отримав негативні відгуки професійних критиків, зібравши 22 % позитивних відгуків із середньою оцінкою 4/10 та на основі 77 зібраних відгуків на сайті агрегатора рецензій Rotten Tomatoes. На Metacritic він отримує оцінку 24/100 на основі 11 відгуків.
Глядачі оцінили фільм краще. Оцінка на сайті IMDb — 5,1/10.